# Habitatge al carrer Santa Maria, 3 (la Palma de Cervelló)
L'Habitatge al carrer Santa Maria, 3 és una obra historicista de la Palma de Cervelló (Baix Llobregat) inclosa a l'Inventari del Patrimoni Arquitectònic de Catalunya.

## Descripció
Casa de planta baixa i pis coberta a dues vessants. La façana està arrebossada i presenta una decoració interessant, com ara els arcs-guardapols de les finestres i portes del primer pis, remarcats per un arc lleugerament apuntat a la part central i l'acabament d'aquest arc en decoracions vegetals, tot recordant l'estil gòtic.
Sota la cornisa hi ha un registre decorat amb esgrafiats que s'estén al llarg de la façana, subdividit per una sèrie de 10 mènsules. Dalt de tot, una barana de terracota coronada per cinc fulles que semblen de falguera simula l'existència d'un terrat.